# Diedenbergen
Diedenbergen ist ein Ortsbezirk der Kreisstadt Hofheim am Taunus und liegt im Südwesten des südhessischen Main-Taunus-Kreises.

## Geografische Lage

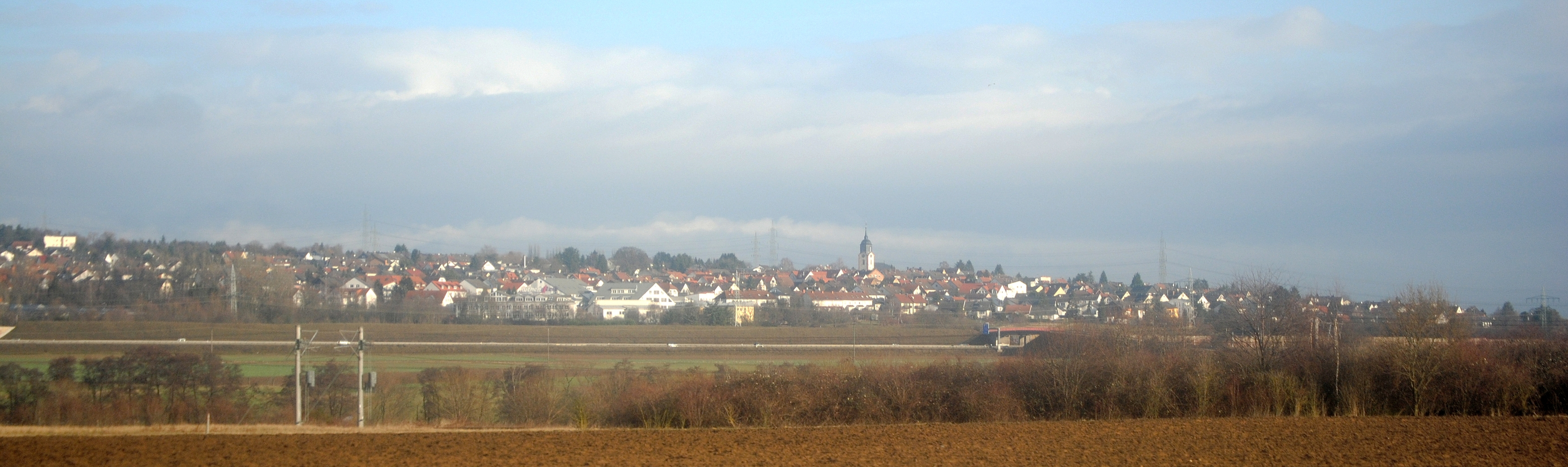
Blick auf Diedenbergen von Südwesten von der A 3 aus. Im Vordergrund ist die A 66 mit der Anschlussstelle Hofheim am Taunus erkennbar.

Diedenbergen liegt auf einer Südabdachung des Vordertaunus direkt unter dem Waldrand und mit einer Höhe von 190 Meter hoch über der Oberrheinischen Tiefebene. Wegen dieser exponierten Hanglage ist Diedenbergen schon von weitem zu sehen.
Diedenbergen liegt dort, wo eine alte Römerstraße auf dem schnurgeraden Weg von Mainz-Kastel in die Wetterau einen Taunusausläufer überwinden muss und ihre Scheitelhöhe erreicht. Im Mittelalter war diese Steinerne Straße als Elisabethenstraße bekannt. In Diedenbergen trägt sie den Namen Casteller Straße und ist noch immer die wichtigste Hauptverkehrsstraße des Ortes.
Umgeben ist Diedenbergen im Westen, Norden und Osten von den Hofheimer Stadtteilen Wallau, Langenhain und Marxheim. Im Süden grenzt die Gemarkung an den Hochheimer Stadtteil Massenheim und an den Flörsheimer Stadtteil Weilbach.

## Geschichte

### Überblick
Die erste bis heute überlieferte Erwähnung Diedenbergens geschah 1366 in einer Eigentumsbeschreibung von Grundstücken, die u. a. am Dydenberger Weg lagen. Die benachbarten, älteren Orte Hartbach und Oberweilbach fielen im 15. bzw. 16. Jahrhundert wüst und Teil der Gemarkung Diedenbergens.
Jahrhundertelang war Diedenbergen Teil des protestantischen Ländchens und gehörte zur Zeit des Herzogtums Nassau zum Amt Hochheim.
Der Ortsmittelpunkt ist die evangelische Kirche. Eine Kirche in Diedenbergen wurde 1591 erstmals als Filialkirche von Marxheim erwähnt. 1754 bis 1756 ließ Landgraf Ludwig VIII. von Hessen-Darmstadt eine neue Kirche errichten. Angeblich ist ihr Turm bei gutem Wetter von Darmstadt aus sichtbar.
Von 1882 bis 1950 wurde das Bergwerk Grube Franz an der Marxheimer Straße betrieben.
Zum 1. April 1972 wurde die bis dahin selbständige Gemeinde Diedenbergen, im Zuge der Gebietsreform in Hessen, in die Stadt Hofheim am Taunus eingemeindet.  Für den Diedenbergen wurde, wie für die anderen eingemeindeten ehemals eigenständigen Gemeinden von Hofheim am Taunus, ein Ortsbezirk mit Ortsbeirat und Ortsvorsteher nach der Hessischen Gemeindeordnung eingerichtet.

### Staats- und Verwaltungsgeschichte im Überblick
Die folgende Liste zeigt die Staaten, in denen Diedenbergen lag, sowie deren Verwaltungseinheiten, denen es unterstand:
- Ende 12. Jahrhundert: Heiliges Römisches Reich, Herrschaft Eppstein, Amt Eppstein
- ab 1492: Heiliges Römisches Reich, Landgrafschaft Hessen, Amt Eppstein
- ab 1567: Heiliges Römisches Reich, Landgrafschaft Hessen-Marburg, Amt Eppstein[7]
- 1604–1648: Heiliges Römisches Reich, strittig zwischen Landgrafschaft Hessen-Darmstadt und Landgrafschaft Hessen-Kassel (Hessenkrieg), Amt Eppstein
- ab 1604: Heiliges Römisches Reich, Landgrafschaft Hessen-Darmstadt, Oberfürstentum Hessen, Amt Eppstein
- ab 1643: Heiliges Römisches Reich, Landgrafschaft Hessen-Darmstadt, Amt Wallau
- ab 1803: Heiliges Römisches Reich, Fürstentum Nassau-Usingen (durch Reichsdeputationshauptschluss), Amt Wallau
- ab 1806: Herzogtum Nassau, Amt Wallau
- ab 1817: Herzogtum Nassau, Amt Hochheim
- ab 1849: Herzogtum Nassau, Kreisamt Höchst
- ab 1854: Herzogtum Nassau, Amt Hochheim
- ab 1867: Königreich Preußen, Provinz Hessen-Nassau, Regierungsbezirk Wiesbaden, Mainkreis
- ab 1871: Deutsches Reich, Königreich Preußen, Provinz Hessen-Nassau, Regierungsbezirk Wiesbaden, Mainkreis
- ab 1886: Deutsches Reich, Königreich Preußen, Provinz Hessen-Nassau, Regierungsbezirk Wiesbaden, Kreis Wiesbaden
- ab 1918: Deutsches Reich, Freistaat Preußen, Provinz Hessen-Nassau, Regierungsbezirk Wiesbaden, Kreis Wiesbaden
- ab 1928: Deutsches Reich, Freistaat Preußen, Provinz Hessen-Nassau, Regierungsbezirk Wiesbaden, Main-Taunus-Kreis
- ab 1944: Deutsches Reich, Freistaat Preußen, Provinz Nassau, Main-Taunus-Kreis
- ab 1945: Amerikanische Besatzungszone, Groß-Hessen, Regierungsbezirk Wiesbaden, Main-Taunus-Kreis
- ab 1946: Amerikanische Besatzungszone, Hessen, Regierungsbezirk Wiesbaden, Main-Taunus-Kreis
- ab 1949: Bundesrepublik Deutschland, Hessen, Regierungsbezirk Wiesbaden, Main-Taunus-Kreis
- ab 1968: Bundesrepublik Deutschland, Hessen, Regierungsbezirk Darmstadt, Main-Taunus-Kreis

## Bevölkerung

### Einwohnerstruktur 2011
Nach den Erhebungen des Zensus 2011 lebten am Stichtag dem 9. Mai 2011 in Diedenbergen 3894 Einwohner. Darunter waren 279 (7,2 %) Ausländer. Nach dem Lebensalter waren 735 Einwohner unter 18 Jahren, 1650 zwischen 18 und 49, 822 zwischen 50 und 64 und 687 Einwohner waren älter. Die Einwohner lebten in 1659 Haushalten. Davon waren 432 Singlehaushalte, 519 Paare ohne Kinder und 531 Paare mit Kindern, sowie 150 Alleinerziehende und 27 Wohngemeinschaften. In 327 Haushalten lebten ausschließlich Senioren und in 1173 Haushaltungen lebten keine Senioren.

### Einwohnerentwicklung
| Quelle: Historisches Ortslexikon |                                                                                  |
| • 1457:                          | 23 Häuser                                                                        |
| • 1492:                          | 32 Häuser                                                                        |
| • 1564:                          | 54 Familien                                                                      |
| • 1592:                          | 51 Hausgesesse                                                                   |
| • 1610:                          | 64 Haushalte                                                                     |
| • 1630:                          | 39 Männer, 4 Witwen und 4 Vormundschaften (1618 bis 1648: Dreißigjähriger Krieg) |
| • 1636:                          | 19 Haushalte                                                                     |
| • 1637:                          | 11 Haushalte                                                                     |
| • 1656:                          | 26 Steuerpflichtige                                                              |
| • 1699:                          | 235 Einwohner ohne nicht-konfirmierte Kinder                                     |
| • 1758:                          | 92 Hofbesitzer                                                                   |

| Diedenbergen: Einwohnerzahlen von 1775 bis 2021 | Diedenbergen: Einwohnerzahlen von 1775 bis 2021 | Diedenbergen: Einwohnerzahlen von 1775 bis 2021 | Diedenbergen: Einwohnerzahlen von 1775 bis 2021 | Diedenbergen: Einwohnerzahlen von 1775 bis 2021 |
| --- | ----------------------------------------------- | ----------------------------------------------- | ----------------------------------------------- | ----------------------------------------------- |
| Jahr |                                                 |                                                 |                                                 | Einwohner                                       |
| 1775 | 1775                                            |                                                 | 437                                             | 437                                             |
| 1791 | 1791                                            |                                                 | 410                                             | 410                                             |
| 1800 | 1800                                            |                                                 | 414                                             | 414                                             |
| 1817 | 1817                                            |                                                 | 551                                             | 551                                             |
| 1834 | 1834                                            |                                                 | 586                                             | 586                                             |
| 1840 | 1840                                            |                                                 | 643                                             | 643                                             |
| 1846 | 1846                                            |                                                 | 677                                             | 677                                             |
| 1852 | 1852                                            |                                                 | 690                                             | 690                                             |
| 1858 | 1858                                            |                                                 | 644                                             | 644                                             |
| 1864 | 1864                                            |                                                 | 671                                             | 671                                             |
| 1871 | 1871                                            |                                                 | 666                                             | 666                                             |
| 1875 | 1875                                            |                                                 | 707                                             | 707                                             |
| 1885 | 1885                                            |                                                 | 811                                             | 811                                             |
| 1895 | 1895                                            |                                                 | 809                                             | 809                                             |
| 1905 | 1905                                            |                                                 | 930                                             | 930                                             |
| 1910 | 1910                                            |                                                 | 975                                             | 975                                             |
| 1925 | 1925                                            |                                                 | 1.066                                           | 1.066                                           |
| 1939 | 1939                                            |                                                 | 1.127                                           | 1.127                                           |
| 1946 | 1946                                            |                                                 | 1.424                                           | 1.424                                           |
| 1950 | 1950                                            |                                                 | 1.542                                           | 1.542                                           |
| 1956 | 1956                                            |                                                 | 1.658                                           | 1.658                                           |
| 1961 | 1961                                            |                                                 | 1.780                                           | 1.780                                           |
| 1967 | 1967                                            |                                                 | 2.171                                           | 2.171                                           |
| 1970 | 1970                                            |                                                 | 2.504                                           | 2.504                                           |
| 1980 | 1980                                            |                                                 | ?                                               | ?                                               |
| 1987 | 1987                                            |                                                 | 3.026                                           | 3.026                                           |
| 2002 | 2002                                            |                                                 | 3.916                                           | 3.916                                           |
| 2011 | 2011                                            |                                                 | 3.894                                           | 3.894                                           |
| 2021 | 2021                                            |                                                 | 4.138                                           | 4.138                                           |
| Datenquelle: Historisches Gemeindeverzeichnis für Hessen: Die Bevölkerung der Gemeinden 1834 bis 1967. Wiesbaden: Hessisches Statistisches Landesamt, 1968. Weitere Quellen: LAGIS;; Stadt Hofheim am Taunus; Zensus 2011 |                                                 |                                                 |                                                 |                                                 |

### Historische Religionszugehörigkeit
| • 1885: | 0758 evangelische (= 93,46 %), 35 katholische (= 4,32 %), 18 jüdische (= 2,22 %) Einwohner |
| • 1961: | 1305 evangelische (= 73,31 %), 457 katholische (= 25,67 %) Einwohner                       |

## Politik

### Ortsbeirat

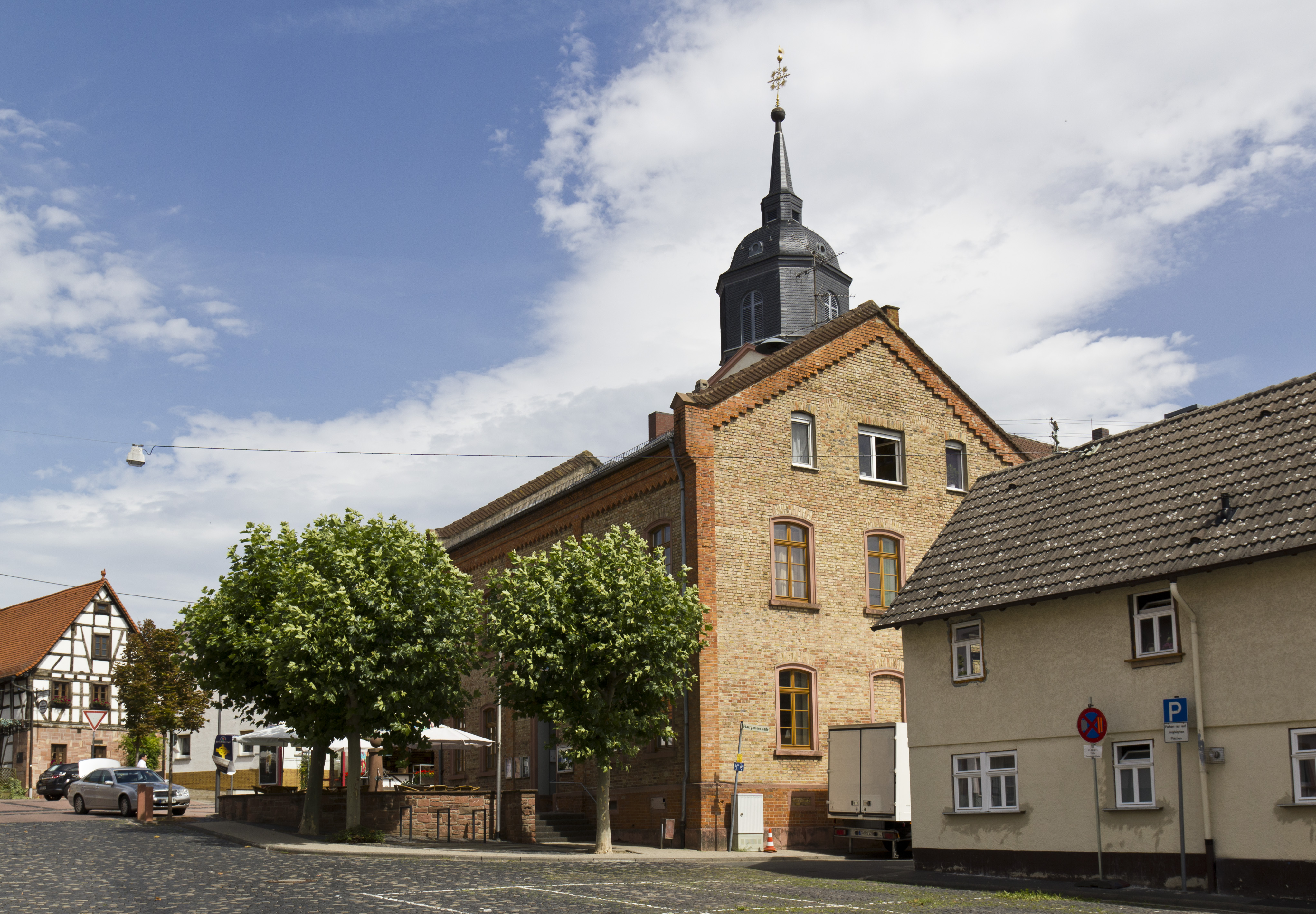
Blick von der Weilbacher Straße auf das alte Rathaus

Im Ortsbeirat Hofheim-Diedenbergen sind nach den Kommunalwahlen in Hessen 2021 die neun Sitze wie folgt verteilt:
| Partei | Sitze | Ergebnis |
| ------ | ----- | -------- |
| CDU    | 4     | 43,2 %   |
| SPD    | 3     | 32,2 %   |
| FWG    | 2     | 23,6 %   |

Ortsvorsteher:
Klaus Ernst (SPD)

### Wappen
Am 21. Juli 1971 wurde der Gemeinde Diedenbergen ein Wappen mit folgender Blasonierung verliehen: In von Blau und Silber schräglinks geteiltem Schild oben ein von Rot und Silber sechsmal geteilter wachsender Löwe, unten eine schräggestellte blaue Wolfsangel.

## Kultur und Sehenswürdigkeiten

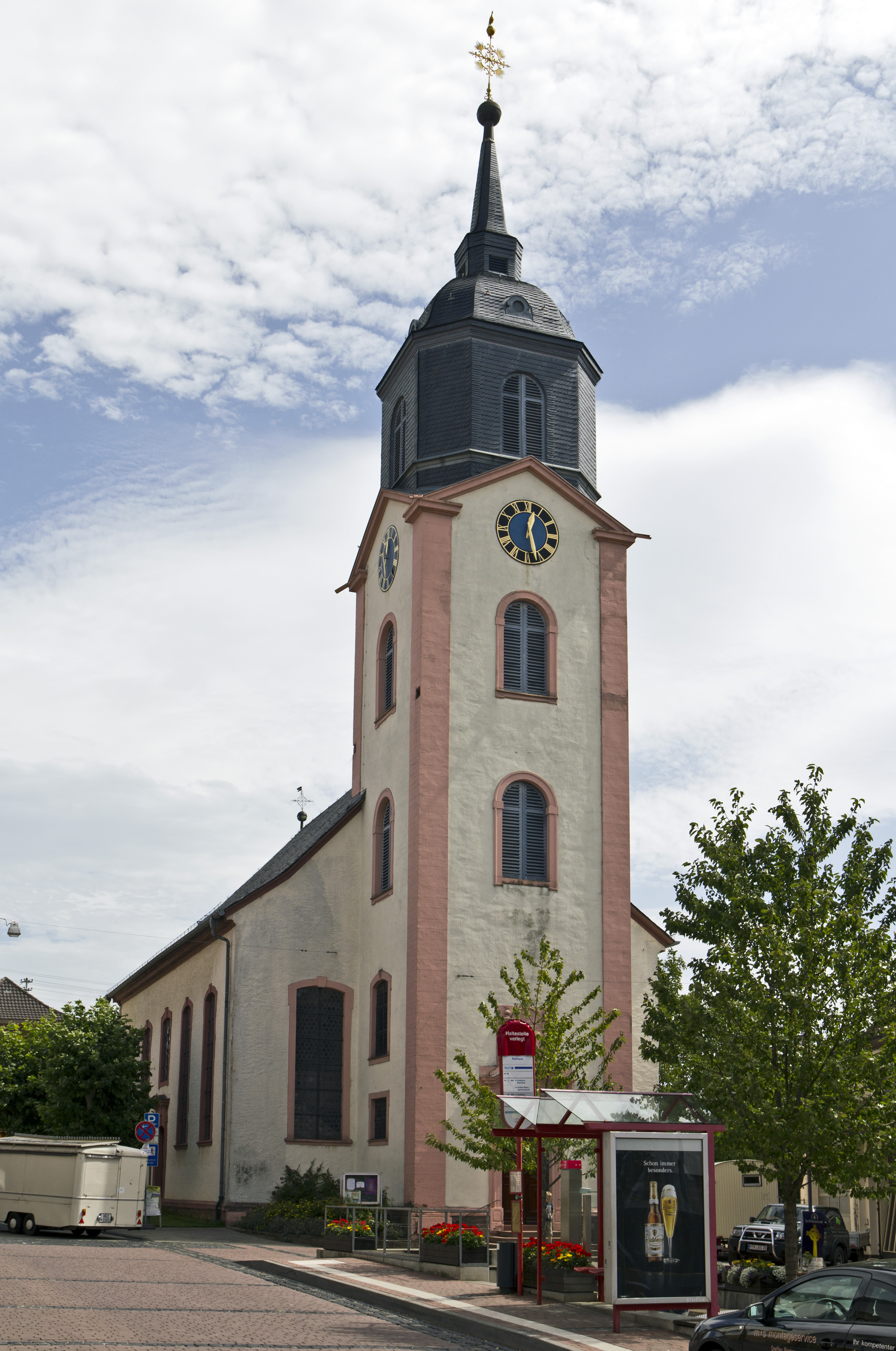
Evangelische Kirche Diedenbergen

### Bauwerke
- Der städtische Weinberg am Wickerer Berg knüpft an die alte Weinanbautradition Diedenbergens an. Auf einem ganzjährigen Weinlehrpfad kann man mehr über diese Tradition erfahren.
- Als sehenswert gilt auch die Rokoko-Orgel des renommierten Orgelbauers Johann Conrad Bürgy (1721–1792), die in der evangelischen Kirche zu finden ist.
- In der Philipp-Keim-Straße 7 steht das Wohn- und Sterbehaus des blinden Sängers Philipp Keim (1804–1884), der mit seiner Drehorgel und in der Begleitung seiner Frau Lisbeth durch das Nassauer Land zog und Neuigkeiten in Liedform an das Volk weitergab.

### Vereine
- Turnverein Diedenbergen 1886 e. V.
- MGV Frohsinn
- Deutscher Gymnastikbund DGymB e. V.
- SG Nassau Diedenbergen 1921 e. V.
- Freiwillige Feuerwehr Diedenbergen
- MSC Diedenbergen
- SV 1958 Diedenbergen e. V.
- Tennisclub Diedenbergen 71 e. V.
- Diedenberger Heimatgeschichtsverein
- Frankfurter Verein für Luftfahrt von 1908 e. V. - Modellflugsparte
- Reitsportgruppe Roßhof
- NABU Ortsgruppe Diedenbergen
- Deutsches Rotes Kreuz
- Verein für Deutsche Schäferhunde
- Frauenchor Viva La Musica
- Kulturverein Diedenbergen
- Mary Popins e. V.
- Historische Landmaschinen Diedenbergen
- Magic Dragon Dancers
- Schützenverein 1958 e. V. Diedenbergen
- Narrengilde Diedenbergen 2011 e. V.

## Verkehr
Diedenbergen liegt verkehrsgünstig in der Nähe des Wiesbadener Kreuzes und ist mit der Anschlussstelle Diedenbergen an die Bundesautobahn 66 (Wiesbaden – Frankfurt am Main) angebunden und damit auch an die Bundesautobahn 3 (Köln – Frankfurter Kreuz).
Die Landstraße 3264 führt von der Anschlussstelle Diedenbergen der A 66 in nordöstlicher Richtung auf der Trasse der alten Römerstraße hinauf nach Diedenbergen und von hier wieder bergab nach Marxheim zur Einmündung in die Bundesstraße 519. Die Kreisstraße 785 zweigt unter Umgehung der Ortslage westlich von Diedenbergen von der L 3264 nach Westen in Richtung Wallau ab und ist ein Hauptzubringer für das Gewerbegebiet Wallau Ost zur Autobahn. Die Kreisstraße 787 zweigt in der Ortsmitte nach Norden von der L 3264 ab und führt bergauf nach Langenhain.
ÖPNV innerhalb des RMV besteht mit Buslinien nach Hofheim und nach Wiesbaden sowie Bad Homburg (X26).

## Persönlichkeiten
- Philipp Keim (1804–1884), nassauischer Dichter und Zeitungssänger
- Alexander Schur (* 1971), Fußballspieler (Eintracht Frankfurt)[12]
- Maurice Wiese (* 1995), erster Slackline-Weltmeister